# Magnate

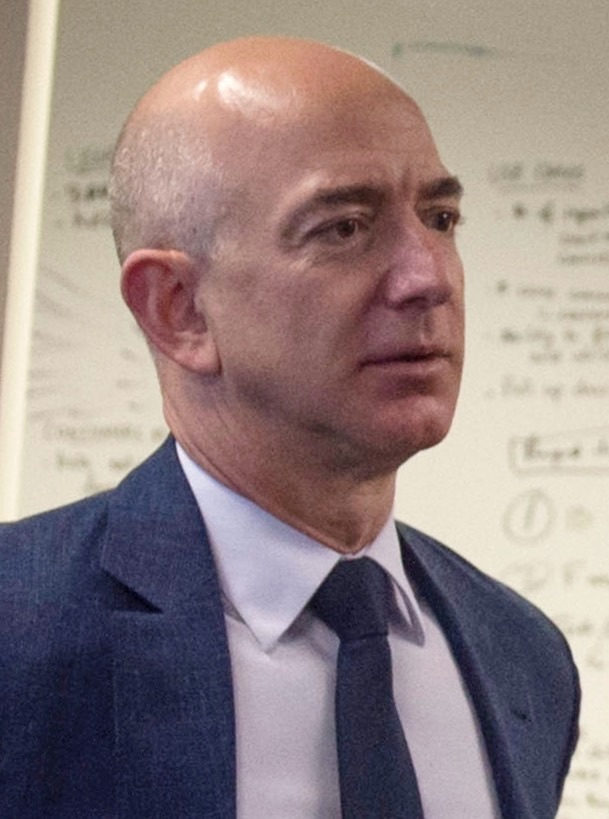
Jeff Bezos, empresario estadounidense y fundador de Amazon, quien a partir de abril de 2018 es la persona más rica del mundo.

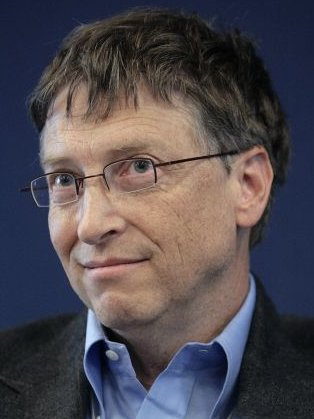
Bill Gates, empresario estadounidense y filántropo, quien con su esposa Melinda, preside la Fundación Bill & Melinda Gates, institución benéfica privada que según la revista Forbes es la más importante del mundo. En la imagen se observa a Bill Gates participando en enero de 2007 del Foro Económico Mundial.

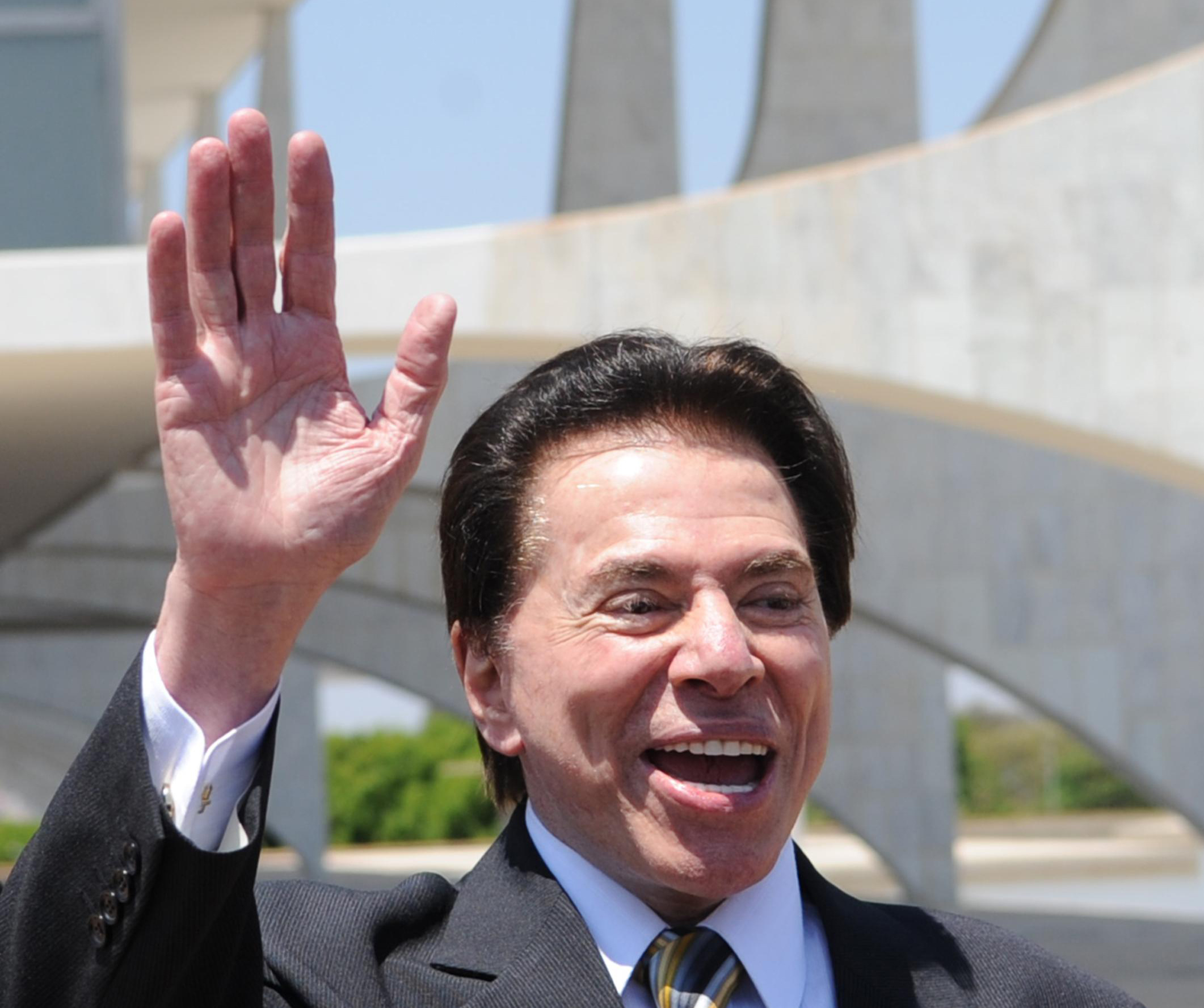
Silvio Santos, empresario brasileño, fundador de la cadena televisiva Sistema Brasileiro de Televisão, fue dueño de una fortuna estimada en USD $ 1,3 mil millones en 2013.

Un magnate es aquella persona que por lo general ha alcanzado un lugar prominente en el ámbito de los negocios basados en la economía real.  Usualmente, los magnates amasan fortunas sustanciosas y tienden a hacerse conocidos por su habilidad para el desarrollo de los negocios y sus regiones; en ocasiones son conocidos por sus gastos elevados de dinero, y también por sus obras benéficas. El término «magnate» deriva de la palabra latina, magnātes (plural de magnas), que significa «gran persona» o «gran noble», aunque es de notar que la etimología de la palabra «magnate» no tiene nada que ver con su significado actual. Dependiendo de la clasificación en su trayectoria o carrera profesional (en caso de que la hubiere) también son llamados oligarcas, rentistas, especuladores, zares, moguls, taipans, barones, inversores, o tycoons.
Se suele designar el término asociado a un gremio específico en el cual un multimillonario se desempeña, algunos ejemplos conocidos en todas sus variedades son: el magnate textil Amancio Ortega, el magnate empresarial José Alberto Espinoza, el magnate de comunicación Carlos Slim, el magnate de Oracle, Larry Ellison, el magnate de la prensa escrita, William Randolph Hearst, el petrolero John D. Rockefeller, el acerero Andrew Carnegie, el naviero Aristóteles Onassis, Jean Paul Getty, el cofundador de Microsoft, Bill Gates, o el cofundador de Apple, Steve Jobs en la informática.
En muchos países de habla no inglesa se ha adoptado la palabra inglesa tycoon para designar al típico industrial multimillonario del siglo XX que ha forjado su fortuna en la economía real.